# Barra do Rocha
Barra do Rocha är en kommun i Brasilien.   Den ligger i delstaten Bahia, i den östra delen av landet, 900 km öster om huvudstaden Brasília. Antalet invånare är 6 336.
I omgivningarna runt Barra do Rocha växer i huvudsak städsegrön lövskog. Runt Barra do Rocha är det ganska tätbefolkat, med 54 invånare per kvadratkilometer.